# Landkreis Börde
Landkreis Börde – powiat w niemieckim kraju związkowym Saksonia-Anhalt. Powstał 1 lipca 2007 z połączenia powiatu Börde (niem. Bördekreis) i Ohre (niem. Ohrekreis). Siedzibą powiatu jest miasto Haldensleben.

## Podział administracyjny
Powiat Börde składa się z:
- pięciu miast (Stadt)
- czterech gmin samodzielnych (Einheitsgemeinde)
- czterech gmin związkowych (Verbandsgemeinde)

Miasta:
| Lp. | Nazwa miasta           | Ludność (31.12.2011) | Powierzchnia km² |
| --- | ---------------------- | -------------------- | ---------------- |
| 1   | Haldensleben           | 19.987               | 156,02           |
| 2   | Oebisfelde-Weferlingen | 14.197               | 249,22           |
| 3   | Oschersleben (Bode)    | 20.485               | 188,92           |
| 4   | Wanzleben-Börde        | 14.949               | 188,07           |
| 5   | Wolmirstedt            | 11.891               | 54,29            |

Gminy samodzielne:
| Lp. | Nazwa gminy   | Ludność (31.12.2011) | Powierzchnia km² |
| --- | ------------- | -------------------- | ---------------- |
| 1   | Barleben      | 9.131                | 29,73            |
| 2   | Hohe Börde    | 18.327               | 171,61           |
| 3   | Niedere Börde | 7.246                | 77,75            |
| 4   | Sülzetal      | 9.215                | 103,66           |

Gminy związkowe:
| Lp. | Nazwa gminy     | Ludność (31.12.2011) | Powierzchnia km² | Liczba gmin |
| --- | --------------- | -------------------- | ---------------- | ----------- |
| 1   | Elbe-Heide      | 13.835               | 369,38           | 7           |
| 2   | Flechtingen     | 14.170               | 385,71           | 7           |
| 3   | Obere Aller     | 15.191               | 210,13           | 7           |
| 4   | Westliche Börde | 9.265                | 181,73           | 4           |

## Zmiany terytorialne
- 1 stycznia 2009
  - Rozwiązanie gminy Farsleben, przyłączenie terenów do Wolmirstedt
  - Rozwiązanie wspólnoty administracyjnej Wolmirstedt
- 1 lipca 2009
  - Rozwiązanie gminy Glindenberg, przyłączenie terenów do Wolmirstedt
  - Rozwiązanie gmin Altbrandsleben, Hornhausen i Schermcke, przyłączenie terenów do Oschersleben (Bode)
- 1 stycznia 2010
  - Przyłączenie gmin Bartensleben, Bregenstedt, Hakenstedt i Uhrsleben do Erxleben
  - Przyłączenie gminy Wieglitz do Bülstringen
  - Przyłączenie gminy Barneberg do Hötensleben
  - Przyłączenie gminy Marienborn do Sommersdorf
  - Przyłączenie gminy Wormsdorf do Eilsleben
  - Przyłączenie gminy Peseckendorf do Oschersleben (Bode)
  - Połączenie gminy Heinrichsberg i Loitsche w Loitsche-Heinrichsberg
  - Przyłączenie gmin Cröchern, Dolle i Sandbeiendorf do Burgstall
  - Przyłączenie gmin Bertingen, Mahlwinkel i Wenddorf do Angern
  - Połączenie gmin Born, Hillersleben i Neuenhofe w Westheide
  - Połączenie gmin Alleringersleben, Eimersleben, Morsleben i Ostingersleben w Ingersleben
  - Przyłączenie gmin Emden i Ivenrode do Altenhausen
  - Przyłączenie gmin Behnsdorf, Belsdorf, Böddensell do Flechtingen
  - Przyłączenie gmin Berenbrock, Dorst, Grauingen, Klüden, Mannhausen, Velsdorf, Wegenstedt i Zobbenitz do Calvörde
  - Połączenie gmin Bösdorf, Döhren, Eickendorf, Eschenrode, Etingen, Hödingen, Hörsingen, Kathendorf, Oebisfelde, Rätzlingen, Schwanefeld, Seggerde, Siestedt, Walbeck i Weferlingen w miasto Oebisfelde-Weferlingen
  - Przyłączenie gminy Wulferstedt do Am Großen Bruch
  - Połączenie gmin Ackendorf, Bebertal, Eichenbarleben, Groß Santersleben, Hermsdorf, Hohenwarsleben, Irxleben, Niederndodeleben, Nordgermersleben, Ochtmersleben, Schackensleben i Wellen w Hohe Börde
  - Połączenie gmin Bottmersdorf, Domersleben, Dreileben, Eggenstedt, Groß Rodensleben, Hohendodeleben, Klein Rodensleben, Seehausen, Wanzleben w miasto Wanzleben-Börde
- 2 stycznia 2010
  - Przyłączenie gminy Wackersleben do Hötensleben
- 1 stycznia 2014
  - przyłączenie gminy Süplingen do miasta Haldensleben

## Polityka
Wybory do Kreistagu w 2007 r.
| CDU | SPD | Die Linke | FDP | Zieloni | FUWG1 | Razem |
| --- | --- | --------- | --- | ------- | ----- | ----- |
| 21  | 14  | 9         | 5   | 2       | 3     | 54    |

1Wolny i Niezrzeszony Związek Wyborców